# Реальная политика
Реа́льная поли́тика (нем. Realpolitik, в русскоязычных текстах часто используется без перевода (Realpolitik) либо в виде транслитерации — Реалполити́к) — вид государственного политического курса, который был введён и осуществлялся Бисмарком и был назван по аналогии с понятием, предложенным Людвигом фон Рохау (1853). Сущность такого курса — отказ от использования любой идеологии в качестве основы государственного курса. Такая политика исходит прежде всего из практических соображений, а не идеологических или моральных.

## История
Первым влиятельным сторонником реальной политики, который исходил не из религиозных или этических соображений, был Никколо Макиавелли, хотя уже в античные времена греческий историк Фукидид описывал Пелопоннесскую войну со схожей точки зрения.
В обращение в политическую литературу термин реальная политика был внедрён Людвигом Августом фон Рохау после революций 1848 г., в 1853 г. была напечатана его книга Основы реальной политики в применении к государственному устройству Германии (нем. Grundsätze der Realpolitik angewendet auf die staatlichen Zustände Deutschlands), новое издание и второй том были напечатаны 1859 и 1868. В книге раскрыто значение термина:

Политический организм человеческого сообщества, государство, возникает и существует согласно законам природы, которым подчиняется, сознательно или бессознательно, добровольно или нет человек. […] Императив природы, от которого зависит существование государства, наполненный в исторически определённом состоянии противодействием различных сил, состояние, глубина и последствия которых непрестанно меняются в пространстве и времени. Исследование сил, которые формируют, поддерживают и изменяют государство является исходной точкой всех политических знаний. Первый шаг к пониманию ведет к выводу, что закон выживания самого сильного в жизни государств играет такую же роль, как и закон тяготения в материальном мире.

В течение следующих десятилетий термин реальная политика превратился в лозунг изменения ориентации либеральной политики в сторону национал-либерализма.

## Примеры
Термин реальной политики получил своё историческое подтверждение в 1850-е годы, когда консервативная Австрия с началом Крымской войны 1853 года стала не на сторону своего давнего союзника, России, а осталась нейтральной, а впоследствии даже присоединилась к «прогрессивным» Франции и Англии. Это означало конец Священного союза 1814 года, в состав которого входили Россия, Австрия и Пруссия. Парижский мирный договор 1856 года, которым была завершена Крымская война, обозначил начало нового, ориентированного исключительно на национально-государственные интересы «реалистичный» этап европейской системы межгосударственных отношений.
Также Отто фон Бисмарк воспользовался принципами реальной политики при Австро-Прусской войне 1866 года (сентябрь-октябрь). Тогда Пруссия заключила союз с революционной Италией против консервативного «собрата», Австрии и союзных с ней немецких государств. После победы Бисмарк аннексировал три монархические государства Королевство Ганновер, Курфюршество Гессен-Кассель и Герцогство Нассау и отстранил от правления тамошних монархов, что кардинально противоречило принципу монархического легитимизма, основам основ политического консерватизма, которые когда-то защищал сам Бисмарк. Признаки подобного «реально-политического» подхода можно увидеть в отношении Бисмарка к Прусско-Датской войне 1864 года, когда он поддержал Кристиана IX в борьбе за власть против Фридриха VIII, хотя по династическим правилам того времени только последний имел легитимное право на трон.
Реальной политикой также называют формы политики, ориентированные на преследование геополитических и национальных интересов второй половины XIX века (коалиционная политика Германской империи, см. Система союзов Бисмарка). Некоторые исследователи находят её принципы в современной политике Евросоюза и НАТО по отношению к странам постсоветского пространства.